# Honky Tonk Tokyo
Honky Tonk Tokyo är ett livealbum från 1995 av det brittiska rockbandet The Rolling Stones. Det spelades in under en konsert i Tokyo. Albumet som är rippat från en Japansk TV-sändning är inte en officiell utgåva.

## Låtlista

### Cd 1
1. Intro - Not Fade Away
2. Tumbling Dice
3. You Got Me Rocking
4. Live With Me
5. Rocks Off
6. Sparks Will Fly
7. (I Can't Get No) Satisfaction
8. Angie (Acoustic)
9. Sweet Virgina (Acoustic)
10. Rock And A Hard Place
11. Love Is Strong
12. I Go Wild

### Cd 2
1. Miss You
2. Honky Tonk Women
3. Before They Make Me Run
4. Slipping Away
5. Sympathy for the Devil
6. Monkey Man
7. Street Fighting Man
8. Start Me Up
9. It's Only Rock 'N Roll (But I Like It)
10. Brown Sugar
11. Jumpin' Jack Flash